# Peintre de la Marine

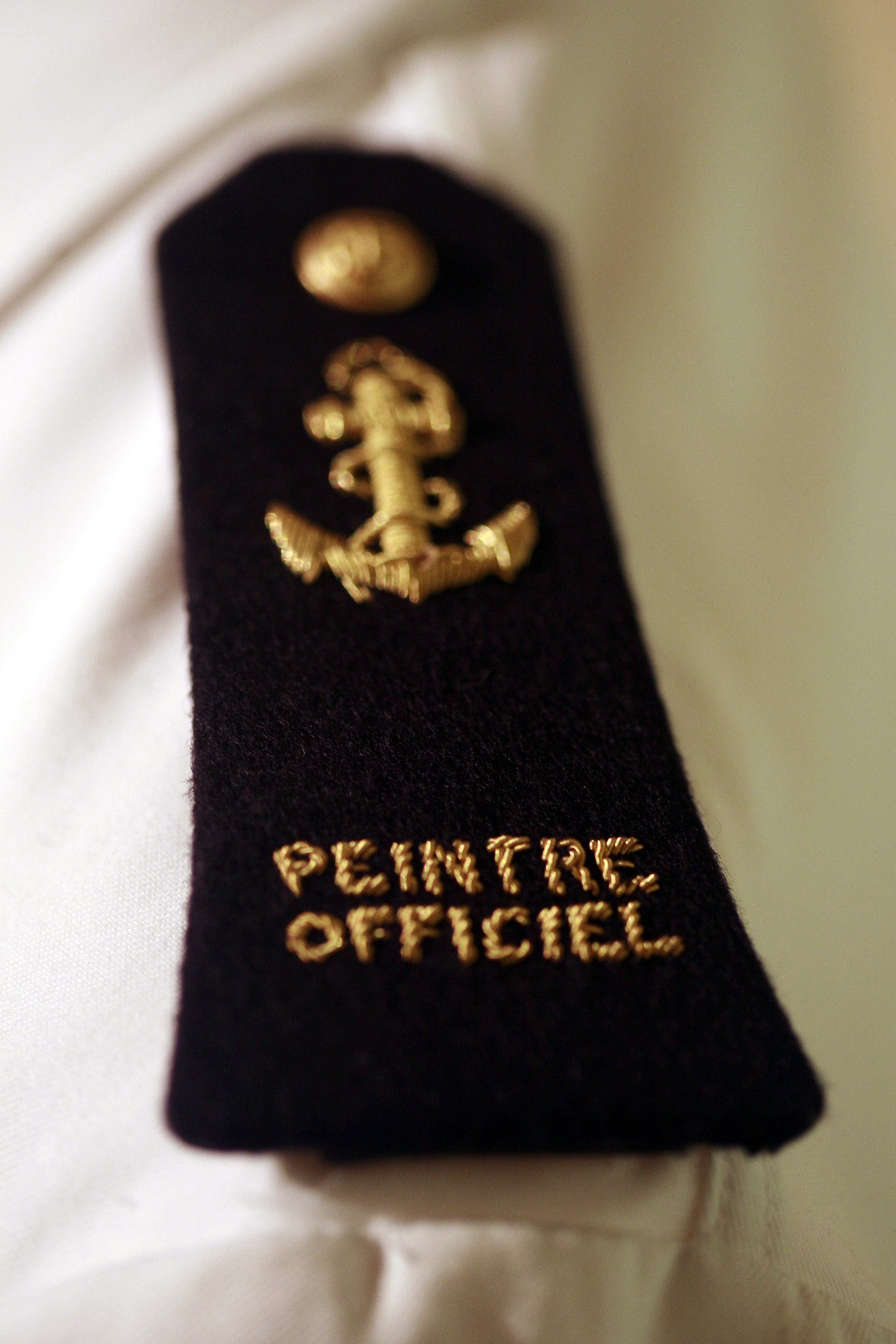
Spallina identificativa

Peintre de la Marine (Pittore della Marina) è un titolo rilasciato dal ministro della difesa in Francia, ad artisti che hanno dedicato il loro talento artistico al mare e alla marina francese. È stato istituito nel 1830 dalla Monarchia di luglio e può essere concesso non soltanto a pittori, ma anche ai fotografi, illustratori, incisori e scultori. 

## Diritti e privilegi
Il titolo non è retribuito, ma permette alcune agevolazioni e privilegi: 
- Imbarcarsi sulle navi della marina francese
- Vestire l'uniforme
- Far seguire alla propria firma un'ancora stilizzata
- Entrare a far parte del Service historique de la Marine.

I peintres agréés sono nominati per 3 anni da una giuria di ufficiali e di peintres titulaires presieduta da un generale della Marina. Per diventare peintres titulaires è necessario prestare servizio come peintres agréés per 4 volte consecutive.

## Peintres de la Marine a partire dal 1830 (per data di nomina)

### XIX secolo
- 1830: Louis-Philippe Crépin, Théodore Gudin,
- 1849: Eugène Poidevin, detto Lepoidevin,
- 1853: Léon Morel-Fatio,
- 1867: Pierre de Crisenoy,
- 1869: Eugène Dauphin
- 1875: Charles Longueville,
- 1876: François Geoffroy Roux,
- 1880: François-Pierre Barry,
- 1882: Ludovic Le Pic, Paul Gaillard-Lepinay,
- 1883: Michel Willenich, Pompon,
- 1885: Gaston Roullet, Edouard Adam,
- 1886: Théodore Weber,
- 1887: Gustave Bourgain,
- 1888: Marie-Nicolas Saulnier de La Pinelais,
- 1889: Eugène Dauphin,
- 1890: Léon Couturier, Gustave Le Sénéchal de Kerdreoret, Augustin Marcottes de Quivières, Octave de Champeaux-La Boulaye, Eugène d'Argence,
- 1891: Emile Maillart, Louis Dumoulin, Eugène Chigot, Paul Jobert, Paul Bertrand,
- 1892: Moisson,
- 1893: T. Poilpot,
- 1895: P. Marsac, Paul Liot,
- 1896: C. Bellenger, Léon-Gustave Ravanne
- 1898: G. Vient, A. Johanson,
- 1899 : François Charles Cachoud, E. Noirot, M. Perret,
- 1900: G. Galland, Fernand Legout-Gérard, P. Merwart, R. de Villars.

### Prima metà del XX secolo
- 1901: M. Roy - Félix Ziem,
- 1902: P.-H. Simons,
- 1903: F. Regamey,
- 1904: G.-H Aubain, P. Place-Canton, A. Berthon,
- 1905 : Gustave Fraipont, L. E. de Jarny, M. Noire, F. Olivier, F. Guey,
- 1906: P. La Gatier, A. Sébille,
- 1908: E. Berthélémy, E. Chevalier, A. Delaistre, Charles Fouqueray,
- 1909: R. Dumont-Duparc,
- 1910: A. Chanteau, G. Chanteau, F.-H. Gauthier, L. P. Félix, H. Farre, Eugène François Deshayes,
- 1911: L. Laurent-Gsell, A. Moreaux,
- 1912: L.-E. Dauphin, F. Salkin,
- 1914: A. Nivard, C. Cazes,
- 1915: Paul Signac,
- 1916: Maxime Mauffra, L. Jonas, R. Desouches,
- 1917: Georges Taboureau, detto Sandy Hook,
- 1918: A. Roux-Renard, Léon Haffner, J. Lancelin, Henri Lebasque,
- 1919: Auguste Matisse,
- 1921: Charles Millot alias H. Gervèse, Guy Arnoux, Pierre Bodard, L. Bonamici, E.-L. Gillot, P. Morchain, R. Pinard, H.-E. Callot, P.-E. Lecomte, Mathurin Méheut, Frédéric Montenard,
- 1922: André Dauchez, B. Lachèvre, Fernand Lantoine, C. Martin-Sauvaigo, J.-L. Paguenaud,
- 1923: Llano Florez, G. F. Roussel, Raoul du Gardier,
- 1924: E. Barbaroux, J. R. Carrière, Paul Levéré, Maurice Moisset, René Quillivic, G. Rollin de Vertury, J. Roque, A. Theunissen, P. Leconte,
- 1925: L. Madrassi, Vitalis Morin, G. Cochet, G. Drageon,
- 1926: Henri Alphonse Barnoin, Gustave Alaux, J. B. Roubaux,
- 1927: J. Gaboriaux,
- 1928: Auguste Silice, Adolphe Gaussen, M. Gaussen,
- 1929: M. Guyot, detto Guy Loe,
- 1930: F. Alaux,
- 1931: Lucien-Victor Delpy,
- 1933: Jean-Gabriel Daragnès, B. Roy, P. Roy, Lucien Simon, M. Vilalta,
- 1934: E. Blandin,
- 1935: Durand Coupel de Saint Front, detto Marin-Marie,
- 1936: Albert Brenet, F. Pascal, M. Menardeau, P. Bertrand, L. Dalloz, P. Bompard, Roger Chapelet, René-Yves Creston, Jim Sévellec, A. Verdihlan, J. Lacombe,
- 1938: J. Maxence,
- 1940: Auguste Goichon,
- 1942: E. Berthier de Sauvigny, J. Bouchaud, H. Cahours, H. Cristol, G. Guiraud, M. Laurent, Pierre Péron,
- 1943: Lucien Martial, P. Perraudin,
- 1944: L.-M. Bayle, Fernand Herbo, Pierre Noël,
- 1945: E. Ceria, J. Helleu, A. Lemoineau, A. Marquet, L. Pascal,
- 1947: H. F. Baille, V. Barbey, F. Decaix, A. Bizette-Lindet, G. Fouille, H. de Waroquier,
- 1948: P. Dauchez, Charles Lapicque.

### Seconda metà del XX secolo
- 1952: Charles Cerny, François Desnoyer, Jean Even, André Hambourg,
- 1955: Roger Bezombes,
- 1956: Jean Delpech, Jean Rigaud,
- 1957: Louis Chervin,
- 1959: Jacques Boullaire, Léon Gambier,
- 1960: Max Henri Jacques Douguet (1903-1989),
- 1962: Pierre Brette (à titre posthume), Albert Decaris,
- 1963: Gustave Hervigo,
- 1973: François Baboulet, Jacques Bouyssou, Marcel Depré, Michel King, Henri Plisson, Gaston Sébire, Robert Yan,
- 1975: Jean-Pierre Alaux, François Bellec, Jacques Courboules, Jean Dieuzaide,
- 1977: Michel Hertz, Jean-Jacques Morvan,
- 1979: Jean Le Merdy, Roger Montane, Jean Peltier,
- 1981: Arnaud d'Hauterives, Marc Monkowicki, Claude Schurr,
- 1983: André Bourrié, Jean-Marie Chourgnoz, Serge Marko,
- 1987: Michel Bernard, Michel Bez, Robert Savary,
- 1989: J. Cluseau Lanauve, Jean-Gabriel Montador, Michel Tesmoingt, Jean-Paul Tourbatez,
- 1991: Marc-Pierre Berthier, Michel Jouenne, Philip Plisson, Stéphane Ruais,
- 1993: Paul Ambille, Pierre Courtois, François Perhirin,
- 1995: Jacques Coquillay, Christiane Rosset,
- 1997: Alain Bailhache, Christoff Debusschere, Claude Fauchère, Jean-Pierre Le Bras,
- 1999: Roland Lefranc.

### XXI secolo
- 2001: Patrick Camus, Ronan Olier, John Pendray,
- 2003: Michèle Battut (pittore), Michel Bellion, Titouan Lamazou, Christian Le Corre, Richard Texier, Jean-Marie Zacchi,
- 2005: Yann Arthus-Bertrand (fotografo), Éric Bari, Jean Lemonnier (sculpteur), Anne Smith, Dirk Verdoorn,
- 2008: Jean Gaumy (fotografo), Nicolas Vial[1].
- 2010: Marie Détrée-Hourrière, Jacques Rohaut, Olivier Dufaure de Lajarte, Guy L'Hostis[2].